# Liste der deutschen Meister im Fernschach
Die Liste der deutschen Meister im Fernschach führt alle Schachspieler auf, die eine deutsche Meisterschaft im Fernschach gewinnen konnten. Von 1946 bis 1948 wurde ein inoffizielles Vorläuferturnier ausgespielt. Die Endrunde der ersten offiziellen Meisterschaft wurde von 1950 bis 1952 ausgespielt. Bis zur 6. Meisterschaft gab es gesamtdeutsche Meisterschaften, danach bis zur 21. Meisterschaft getrennte Meisterschaften in der Bundesrepublik Deutschland („Deutsche Fernschach-Meisterschaft“) und der DDR. Seit der Wiedervereinigung werden wieder gesamtdeutsche Meisterschaften ausgetragen. Zu den Turnieren gab es jeweils noch Vorrunden. Über die Spielzeiten bestehen teilweise unterschiedliche Angaben; gelegentlich wird nur die jeweilige Endrundendauer angegeben.

## Deutscher Fernschachmeister
|               | Spielzeit     | Meister                               |
| ------------- | ------------- | ------------------------------------- |
| (inoffiziell) | 1946 bis 1948 | Albert Nonnenmacher (Kassel)          |
| 1.            | 1950 bis 1952 | Lothar Schmid (Bamberg)               |
| 2.            | 1951 bis 1954 | Hermann Heemsoth (Bremen)             |
| 3.            | 1953 bis 1956 | Horst Rittner (Berlin)                |
| 4.            | 1955 bis 1958 | Joachim Hübener (Bonn)                |
| 5.            | 1957 bis 1960 | Berthold Koch (Berlin)                |
| 6.            | 1958 bis 1961 | Helmut Schönherr (Ehrenfriedersdorf)  |
| 7.            | 1960 bis 1962 | Wilhelm Mainz (Marienbaum)            |
| 8.            | 1962 bis 1964 | Gerhard Flum (Stuttgart)              |
| 9.            | 1964 bis 1967 | Leo Flatau (Stuttgart)                |
| 10.           | 1966 bis 1969 | Hermann Heemsoth (Bremen)             |
| 11.           | 1968 bis 1971 | Horst Tiemeyer (Bochum)               |
| 12.           | 1970 bis 1973 | Adolf Schmaus (Heidelberg)            |
| 13.           | 1972 bis 1975 | Heinz-Wilhelm Dünhaupt (Celle)        |
| 14.           | 1973 bis 1976 | Werner Metz (Mühltal)                 |
| 15.           | 1975 bis 1978 | Karl-Heinz Maeder (Frankfurt am Main) |
| 16.           | 1977 bis 1980 | Klaus Ahlers (Ahrensburg)             |
| 17.           | 1979 bis 1982 | Manfred Kern (Wolfratshausen)         |
| 18.           | 1981 bis 1984 | Hermann Skarke (Stuttgart)            |
| 19.           | 1983 bis 1986 | Manfred Nimtz (Braunschweig)          |
| 20.           | 1985 bis 1988 | Bernard Leiber (Damme)                |
| 21.           | 1987 bis 1990 | Thomas Raupp (Karlsruhe)              |
| 22.           | 1989 bis 1995 | Claus Sprengelmeier (Kreuztal)        |
| 23.           | 1991 bis 1995 | Peter Hertel (Cuxhaven)               |
| 24.           | 1992 bis 1995 | Marco Hüls (Wildau)                   |
| 25.           | 1993 bis 1996 | Dieter Reppmann (Hofheim am Taunus)   |
| 26.           | 1994 bis 1997 | Alexander Baldus (Köln)               |
| 27.           | 1995 bis 1998 | Christian Graf (Poing)                |
| 28.           | 1996 bis 1999 | Peter Ellinger (Hannover)             |
| 29.           | 1997 bis 2000 | Andreas Wissemann (Wiesbaden)         |
| 30.           | 1998 bis 2001 | Frank Gerhardt (Gera)                 |
| 31.           | 1999 bis 2002 | Maximilian Voss (Erftstadt)           |
| 32.           | 2000 bis 2003 | Kurt Neumann (Bergkamen)              |
| 33.           | 2001 bis 2004 | Daniella Geldner (Lörrach)            |
| 34.           | 2002 bis 2005 | Gerhard Müller (Osnabrück)            |
| 35.           | 2004 bis 2007 | Wolfgang Mehlhorn (Kassel)            |
| 36.           | 2005 bis 2007 | Michael Rümmele (Konstanz)            |
| 37.           | 2007 bis 2008 | Erwin Thiering (Germering)            |
| 38.           | 2006 bis 2009 | Uwe Mehlhorn (Ilmenau)                |
| 39.           | 2007 bis 2010 | Frank Raupach (Aachen)                |
| 40.           | 2008 bis 2011 | Herbert Adelseck (Rümmelsheim)        |
| 41.           | 2009 bis 2014 | Adrian Schilcher (Overath)            |
| 42.           | 2010 bis 2014 | Rudolf Wolfrum (Tirschenreuth)        |
| 43.           | 2011 bis 2015 | Thomas Lins (Berlin)                  |
| 44.           | 2012 bis 2015 | Dirk Kruschinski (Bad Vilbel)         |
| 45.           | 2015 bis 2017 | Roland Hanel (Dreieich)               |
| 46.           | 2016 bis 2018 | Hermann Hartl (Lengdorf)              |
| 47.           | 2016 bis 2018 | Uwe Mehlhorn (Ilmenau)                |
| 48.           | 2016 bis 2018 | Roland Even (Düsseldorf)              |
| 49.           | 2016 bis 2018 | Roland Even (Düsseldorf)              |
| 50.           | 2016 bis 2018 | Roland del Rio (Ober-Ramstadt)        |
| 51.           | 2018 bis 2022 | Michael Tornow (Neuruppin)            |

## DSV/DDR-Fernschachmeister

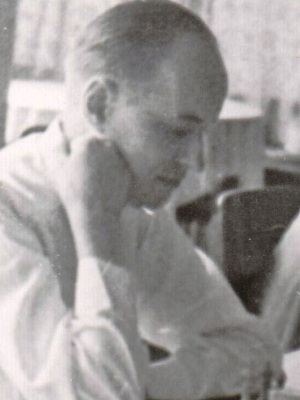
Wolf Dannberg, Jena 1950

|     | Spielzeit | Meister                      |
| --- | --------- | ---------------------------- |
| 1.  | 1958      | Wolf Dannberg (Jena)         |
| 2.  | 1963      | Rolf Schlieder (Rostock)     |
| 3.  | 1965      | Gerhard Richter (Jena)       |
| 4.  | 1968      | Hubert Meier (Fraureuth)     |
| 5.  | 1970      | Hubert Meier (Fraureuth)     |
| 6.  | 1972      | Jürgen Stabenow (Mühlhausen) |
| 7.  | 1974      | Heinz Reschke (Quedlinburg)  |
| 8.  | 1976      | Uwe Bade (Berlin)            |
| 9.  | 1979      | Uwe Bade (Berlin)            |
| 10. | 1982      | Wolfgang Drescher (Worbis)   |
| 11. | 1984      | Werner Schlachetka (Jena)    |
| 12. | 1986      | Karlheinz Neumann (Erfurt)   |
| 13. | 1987      | René Wendt (Leipzig)         |
| 14. | 1990      | Raj Tischbierek (Berlin)     |
| 15. | 1991      | Gert Grämer (Coswig)         |

## Deutsche Frauen-Fernschachmeisterinnen
|     | Spielzeit     | Meister                                                                                      |
| --- | ------------- | -------------------------------------------------------------------------------------------- |
| 1.  | 1951 bis 1952 | Ilse Kraut (Dresden)                                                                         |
| 2.  | 1952 bis 1954 | Ilse Kraut (Dresden)                                                                         |
| 3.  | 1957 bis 1959 | Annemarie Müller (Leipzig)                                                                   |
| 4.  | 1960 bis 1962 | Jutta Ditt (Bremen)                                                                          |
| 5.  | 1964 bis 1967 | Juliane Hund (Leverkusen)                                                                    |
| 6.  | 1968 bis 1970 | Elke Beyer (Ahrensburg)                                                                      |
| 7.  | 1970 bis 1973 | Rita Heigl (Landshut)                                                                        |
| 8.  | 1973 bis 1976 | Uta Gerusel (Bonn)                                                                           |
| 9.  | 1975 bis 1978 | Rita Heigl (Landshut)                                                                        |
| 10. | 1977 bis 1980 | Rita Heigl (Landshut)                                                                        |
| 11. | 1979 bis 1982 | Juliane Hund (Leverkusen)                                                                    |
| 12. | 1982 bis 1985 | Beate Krum (Heidelberg)                                                                      |
| 13. | 1984 bis 1987 | Barbara Jacob (Ochtrup)                                                                      |
| 14. | 1986 bis 1989 | Judith Köhler (Biberach)                                                                     |
| 15. | 1989 bis 1991 | Barbara Borries (Taufkirchen (Vils))                                                         |
| 16. | 1991 bis 1994 | Anke Koglin (Köln)                                                                           |
| 17. | 1994 bis 1997 | Silvia Schmidt (Köln)                                                                        |
| 18. | 1996 bis 1999 | Daniella Geldner (Lörrach)                                                                   |
| 19. | 2000 bis 2003 | Ingeborg Holzklau (Freudenberg)                                                              |
| 20. | 2004 bis 2006 | Ingeborg Holzklau (Freudenberg)                                                              |
| 21. | 2007 bis 2008 | Victoria Schweer (Heidelberg) Maria Gil (Hohenschäftlarn)                                    |
| 22. | 2009 bis 2011 | Victoria Schweer (Heidelberg)                                                                |
| 23. | 2011 bis 2015 | Victoria Schweer (Heidelberg)                                                                |
| 24. | 2013 bis 2014 | Kirstin Achatz (Maxdorf)                                                                     |
| 25. | 2015 bis 2016 | Kirstin Achatz (Maxdorf), Elke Schludecker (Euskirchen), Jessica Schwamberger (Seligenstadt) |

## DSV/DDR-Frauen-Fernschach-Meisterinnen

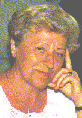
Irene Winter (1996)

|    | Spielzeit | Meister                         |
| -- | --------- | ------------------------------- |
| 1. | 1963      | Lore Mischner (Freiberg)        |
| 2. | 1967      | Susanne Reschke (Quedlinburg)   |
| 3. | 1971      | Helmi Walter (Wildau)           |
| 4. | 1975      | Ingrid Rönsch (Dresden)         |
| 5. | 1980      | Helmi Walter (Wildau)           |
| 6. | 1983      | Carola Manger (Bad Langensalza) |
| 7. | 1986      | Claudia Barucker (Magdeburg)    |
| 8. | 1990      | Irene Winter (Erfurt)           |